# Мостищевский сельсовет
Мостищевский сельсовет — упразднённая административно-территориальная единица, существовавшая на территории Московской губернии и Московской области до 1939 года.
Мостищевский сельсовет возник в первые годы советской власти. В 1921 году он входил в состав Кульпинской волости Волоколамского уезда Московской губернии. В 1924 году он был включён в состав Васильевского с/с. В 1924—1925 годах Мостищевский с/с был восстановлен в составе Раменской волости.
По данным 1926 года в состав сельсовета входили 4 населённых пункта — Мостищево, Алферьево, Васильевское и Коротнево, а также 1 хутор.
В 1929 году Мостищевский с/с был отнесён к Шаховскому району Московского округа Московской области.
В мае 1930 года Мостищевский с/с был передан в Лотошинский район. На тот момент в состав сельсовета входили населённые пункты Мостищево и Алферьево.
17 июля 1939 года Мостищевский с/с был упразднён, а его территория в полном составе передана в Кульпинский с/с.